# Élections départementales de 2015 dans la Vienne
Les élections départementales ont lieu les 22 et 29 mars 2015.

## Contexte départemental

### Assemblée départementale sortante
Avant mars 2015, le conseil général de la Vienne est présidé par Claude Bertaud (UMP) ; il se compose de 38 conseillers généraux élus dans les cantons viennois. À la suite du redécoupage cantonal de 2014, le nombre de cantons passe à 19, mais le nombre de conseillers s’élève à 38.
| Parti                                | Sigle | Sigle | Élus |
| ------------------------------------ | ----- | ----- | ---- |
| Majorité (21 sièges)                 |       |       |      |
| Divers droite                        |       | DVD   | 11   |
| Union pour un mouvement populaire    |       | UMP   | 6    |
| Union des démocrates et indépendants |       | UDI   | 4    |
| Opposition (17 sièges)               |       |       |      |
| Parti socialiste                     |       | PS    | 16   |
| Parti communiste Français            |       | PCF   | 1    |
| Président du conseil général         |       |       |      |
| Claude Bertaud (UMP)                 |       |       |      |

### Assemblée départementale élue
| Parti                                | Sigle | Sigle | Élus |
| ------------------------------------ | ----- | ----- | ---- |
| Majorité (30 sièges)                 |       |       |      |
| Union pour un mouvement populaire    |       | UMP   | 23   |
| Divers droite                        |       | DVD   | 3    |
| Union des démocrates et indépendants |       | UDI   | 3    |
| Chasse, Pêche, Nature et Traditions  |       | CPNT  | 1    |
| Opposition (8 sièges)                |       |       |      |
| Parti Socialiste                     |       | PS    | 8    |
| Président du conseil départemental   |       |       |      |
| Bruno Belin (UMP)                    |       |       |      |

## Résultats à l'échelle du département

### Résultats par nuances du ministère de l'Intérieur
Les nuances utilisées par le ministère de l'Intérieur ne tiennent pas compte des alliances locales.
| Binômes     | Binômes            | Premier tour | Premier tour | Second tour | Second tour | Sièges |
| Binômes     | Binômes            | Voix         | %            | Voix        | %           | Sièges |
| ----------- | ------------------ | ------------ | ------------ | ----------- | ----------- | ------ |
|             | DVD                | 23 364       | 15,77        | 33 740      | 25,89       | 14     |
|             | UMP                | 22 801       | 15,39        | 32 278      | 24,77       | 12     |
|             | Union de la droite | 5 383        | 3,63         |             |             | 2      |
|             | UDI                | 2 992        | 2,02         | 5 192       | 3,98        | 2      |
|             | UC                 | 1 108        | 0,75         | 1 537       | 1,18        | 0      |
|             | MoDem              | 760          | 0,51         |             |             |        |
|             | DLF                | 157          | 0,11         |             |             |        |
| Droite      | Droite             | 56 565       | 38,18        | 72 747      | 55,82       | 30     |
|             |                    |              |              |             |             |        |
|             | PS                 | 31 153       | 21,02        | 43 334      | 33,26       | 8      |
|             | FG                 | 10 614       | 7,16         |             |             |        |
|             | DVG                | 9 060        | 6,11         | 3 497       | 2,68        | 0      |
|             | Union de la gauche | 3 652        | 2,46         |             |             |        |
|             | PRG                | 1 563        | 1,05         |             |             |        |
|             | EÉLV               | 1 123        | 0,76         |             |             |        |
|             | PCF                | 1 059        | 0,71         |             |             |        |
| Gauche      | Gauche             | 58 224       | 39,27        | 46 831      | 35,94       | 8      |
|             |                    |              |              |             |             |        |
|             | FN                 | 33 402       | 22,54        | 10 724      | 8,23        | 0      |
|             |                    |              |              |             |             |        |
| Inscrits    | Inscrits           | 304 750      | 100,00       | 284 406     | 100,00      |        |
| Abstentions | Abstentions        | 148 249      | 48,65        | 139 720     | 49,13       |        |
| Votants     | Votants            | 156 501      | 51,35        | 144 686     | 50,87       |        |
| Blancs      | Blancs             | 5 371        | 3,43         | 9 289       | 6,42        |        |
| Nuls        | Nuls               | 2 939        | 1,88         | 5 095       | 3,52        |        |
| Exprimés    | Exprimés           | 148 191      | 94,69        | 130 302     | 90,06       |        |

### Résultats par canton
| Canton                           | Conseiller sortant       | Parti                    | Parti       | Conseiller élu        | Parti           | Parti           |
| -------------------------------- | ------------------------ | ------------------------ | ----------- | --------------------- | --------------- | --------------- |
| Availles-Limouzine               | Roland Debiais*          |                          | DVD         | Canton supprimé       | Canton supprimé | Canton supprimé |
| Charroux                         | Yves Gargouil*           |                          | DVD         | Canton supprimé       | Canton supprimé | Canton supprimé |
| Chasseneuil-du-Poitou            | Canton créé              | Canton créé              | Canton créé | Claude Eidelstein     |                 | UMP             |
| Chasseneuil-du-Poitou            | Canton créé              | Canton créé              | Canton créé | Pascale Guittet       |                 | CPNT            |
| Châtellerault-Nord               | Valérie Champion*        |                          | UDI         | Canton supprimé       | Canton supprimé | Canton supprimé |
| Châtellerault-Ouest              | Michel Guérin*           |                          | PS          | Canton supprimé       | Canton supprimé | Canton supprimé |
| Châtellerault-Sud                | Christian Michaud*       |                          | PS          | Canton supprimé       | Canton supprimé | Canton supprimé |
| Châtellerault-1                  | Canton créé              | Canton créé              | Canton créé | Anne-Florence Bourat  |                 | UDI             |
| Châtellerault-1                  | Canton créé              | Canton créé              | Canton créé | Henri Colin           |                 | UDI             |
| Châtellerault-2                  | Canton créé              | Canton créé              | Canton créé | Valérie Dauge         |                 | UMP             |
| Châtellerault-2                  | Canton créé              | Canton créé              | Canton créé | Alain Pichon          |                 | UMP             |
| Châtellerault-3                  | Canton créé              | Canton créé              | Canton créé | Jean-Pierre Abelin    |                 | UDI             |
| Châtellerault-3                  | Canton créé              | Canton créé              | Canton créé | Pascale Moreau        |                 | UMP             |
| Chauvigny                        | Alain Fouché             |                          | UMP         | Isabelle Barreau-Enon |                 | UMP             |
| Chauvigny                        | Alain Fouché             | Alain Fouché             | UMP         |                       | UMP             |                 |
| Civray                           | Jean-Olivier Geoffroy    |                          | DVD         | Jean-Olivier Geoffroy |                 | UMP             |
| Civray                           | Jean-Olivier Geoffroy    | Lydie Noirault           | DVD         |                       | DVD             |                 |
| Couhé                            | André Sénécheau*         |                          | DVD         | Canton supprimé       | Canton supprimé | Canton supprimé |
| Dangé-Saint-Romain               | Guy Monjalon*            |                          | PS          | Canton supprimé       | Canton supprimé | Canton supprimé |
| Gençay                           | Arnaud Lepercq*          |                          | UMP         | Canton supprimé       | Canton supprimé | Canton supprimé |
| L'Isle-Jourdain                  | Jean-Claude Cubaud*      |                          | PS          | Canton supprimé       | Canton supprimé | Canton supprimé |
| Jaunay-Clan                      | Canton créé              | Canton créé              | Canton créé | Francis Girault       |                 | DVD             |
| Jaunay-Clan                      | Canton créé              | Canton créé              | Canton créé | Karine Journeau       |                 | DVD             |
| Lencloître                       | Henri Colin              |                          | UDI         | Canton supprimé       | Canton supprimé | Canton supprimé |
| Loudun                           | Elefthérios Benas*       |                          | UMP         | Bruno Belin           |                 | UMP             |
| Loudun                           | Elefthérios Benas*       | Marie-Jeanne Bellamy     | UMP         |                       | UMP             |                 |
| Lusignan                         | René Gibault             |                          | PS          | Jean-Louis Ledeux     |                 | UMP             |
| Lusignan                         | René Gibault             | Sybil Pécriaux           | PS          |                       | UMP             |                 |
| Lussac-les-Châteaux              | Thierry Mesmin           |                          | PS          | François Bock         |                 | UMP             |
| Lussac-les-Châteaux              | Thierry Mesmin           | Marie-Renée Desroses     | PS          |                       | UMP             |                 |
| Migné-Auxances                   | Canton créé              | Canton créé              | Canton créé | Benoît Prinçay        |                 | UMP             |
| Migné-Auxances                   | Canton créé              | Canton créé              | Canton créé | Séverine Saint-Pé     |                 | UMP             |
| Mirebeau                         | Denis Brunet*            |                          | UDI         | Canton supprimé       | Canton supprimé | Canton supprimé |
| Moncontour                       | Edouard Renaud*          |                          | UDI         | Canton supprimé       | Canton supprimé | Canton supprimé |
| Montmorillon                     | Guillaume Budan de Russé |                          | UMP         | Brigitte Abaux        |                 | UMP             |
| Montmorillon                     | Guillaume Budan de Russé | Guillaume Budan de Russé | UMP         |                       | UMP             |                 |
| Monts-sur-Guesnes                | Bruno Belin              |                          | UMP         | Canton supprimé       | Canton supprimé | Canton supprimé |
| Neuville-de-Poitou               | Yves Rouleau             |                          | PS          | Canton supprimé       | Canton supprimé | Canton supprimé |
| Pleumartin                       | Béatrice Forestier       |                          | DVD         | Canton supprimé       | Canton supprimé | Canton supprimé |
| Poitiers-1                       | Maurice Monange*         |                          | PS          | Sandrine Martin       |                 | PS              |
| Poitiers-1                       | Maurice Monange*         | Étienne Royer            | PS          |                       | PS              |                 |
| Poitiers-2                       | Magali Barc              |                          | PS          | Magali Barc           |                 | PS              |
| Poitiers-2                       | Magali Barc              | Ludovic Devergne         | PS          |                       | PS              |                 |
| Poitiers-3                       | Michel Touchard          |                          | PS          | Jean-Daniel Blusseau  |                 | PS              |
| Poitiers-3                       | Michel Touchard          | Isabelle Soulard         | PS          |                       | PS              |                 |
| Poitiers-4                       | Martine Gaboreau*        |                          | PS          | Michel Touchard       |                 | PS              |
| Poitiers-4                       | Martine Gaboreau*        | Véronique Wuyts-Lepareux | PS          |                       | PS              |                 |
| Poitiers-5                       | Jean-Pierre Jarry*       |                          | DVD         | Dominique Clément     |                 | UMP             |
| Poitiers-5                       | Jean-Pierre Jarry*       | Joëlle Peltier           | DVD         |                       | UMP             |                 |
| Poitiers-6                       | Sandrine Martin          |                          | PS          | Canton supprimé       | Canton supprimé | Canton supprimé |
| Poitiers-7                       | Jean-Daniel Blusseau     |                          | PS          | Canton supprimé       | Canton supprimé | Canton supprimé |
| Saint-Georges-lès-Baillargeaux   | Francis Girault          |                          | DVD         | Canton supprimé       | Canton supprimé | Canton supprimé |
| Saint-Gervais-les-Trois-Clochers | Alain Pichon             |                          | DVD         | Canton supprimé       | Canton supprimé | Canton supprimé |
| Saint-Julien-l'Ars               | Xavier Moinier           |                          | PS          | Canton supprimé       | Canton supprimé | Canton supprimé |
| Saint-Savin                      | Michel Brouard*          |                          | PCF         | Canton supprimé       | Canton supprimé | Canton supprimé |
| La Trimouille                    | Hervé Vallet*            |                          | DVD         | Canton supprimé       | Canton supprimé | Canton supprimé |
| Les Trois-Moutiers               | Dominique Réant*         |                          | DVD         | Canton supprimé       | Canton supprimé | Canton supprimé |
| La Villedieu-du-Clain            | Gérard Rivaud*           |                          | PS          | Canton supprimé       | Canton supprimé | Canton supprimé |
| Vivonne                          | Maurice Ramblière*       |                          | DVD         | Gilbert Beaujaneau    |                 | UMP             |
| Vivonne                          | Maurice Ramblière*       | Rose-Marie Bertaud       | DVD         |                       | UMP             |                 |
| Vouillé                          | Claude Bertaud*          |                          | UMP         | Canton supprimé       | Canton supprimé | Canton supprimé |
| Vouneuil-sous-Biard              | Canton créé              | Canton créé              | Canton créé | Benoît Coquelet       |                 | UMP             |
| Vouneuil-sous-Biard              | Canton créé              | Canton créé              | Canton créé | Claudie Faucher       |                 | UMP             |
| Vouneuil-sur-Vienne              | Gérard Barc*             |                          | PS          | Canton supprimé       | Canton supprimé | Canton supprimé |

* Conseillers généraux sortants ne se représentant pas 

## Résultats par canton

### Canton de Chasseneuil-du-Poitou
| Candidats            | Candidats           | Partis      | Partis      | Premier tour | Premier tour | Second tour | Second tour |
| Candidats            | Candidats           | Partis      | Partis      | Voix         | %            | Voix        | %           |
| -------------------- | ------------------- | ----------- | ----------- | ------------ | ------------ | ----------- | ----------- |
| 1                    | Jean-Yves Bouron    |             | FG          | 952          | 11,34        |             |             |
| 1                    | Chantal Nocquet     |             | EÉLV        | 952          | 11,34        |             |             |
| 2                    | Xavier Moinier*     |             | PS          | 2 759        | 32,86        | 3 943       | 48,98       |
| 2                    | Bernadette Vergnaud |             | PS          | 2 759        | 32,86        | 3 943       | 48,98       |
| 3                    | Claude Eidelstein   |             | UMP         | 3 169        | 37,74        | 4 107       | 51,02       |
| 3                    | Pascale Guittet     |             | CPNT        | 3 169        | 37,74        | 4 107       | 51,02       |
| 4                    | Hubert Adeline      |             | FN          | 1 516        | 18,06        |             |             |
| 4                    | Rolande Guinement   |             | FN          | 1 516        | 18,06        |             |             |
|                      |                     |             |             |              |              |             |             |
| Inscrits             | Inscrits            | Inscrits    | Inscrits    | 16 132       | 100,00       | 16 131      | 100,00      |
| Abstentions          | Abstentions         | Abstentions | Abstentions | 7 290        | 45,19        | 7 364       | 45,65       |
| Votants              | Votants             | Votants     | Votants     | 8 842        | 54,81        | 8 767       | 54,35       |
| Blancs               | Blancs              | Blancs      | Blancs      | 320          | 3,62         | 460         | 5,25        |
| Nuls                 | Nuls                | Nuls        | Nuls        | 126          | 1,43         | 257         | 2,93        |
| Exprimés             | Exprimés            | Exprimés    | Exprimés    | 8 396        | 94,96        | 8 050       | 91,82       |
| * conseiller sortant |                     |             |             |              |              |             |             |

### Canton de Châtellerault-1
| Candidats   | Candidats            | Partis      | Partis      | Premier tour | Premier tour | Second tour | Second tour |
| Candidats   | Candidats            | Partis      | Partis      | Voix         | %            | Voix        | %           |
| ----------- | -------------------- | ----------- | ----------- | ------------ | ------------ | ----------- | ----------- |
| 1           | Dominique Langlais   |             | PS          | 1 814        | 22,36        |             |             |
| 1           | David Simon          |             | PS          | 1 814        | 22,36        |             |             |
| 2           | Anne-Florence Bourat |             | UDI         | 2 992        | 36,87        | 5 192       | 63,7        |
| 2           | Henri Colin          |             | UDI         | 2 992        | 36,87        | 5 192       | 63,7        |
| 3           | Pierre Baraudon      |             | PCF         | 767          | 9,45         |             |             |
| 3           | Séverine Lenhard     |             | PG          | 767          | 9,45         |             |             |
| 4           | Thomas Fayol         |             | FN          | 2 541        | 31,32        | 2 959       | 36,3        |
| 4           | Sylviane Lescop      |             | FN          | 2 541        | 31,32        | 2 959       | 36,3        |
|             |                      |             |             |              |              |             |             |
| Inscrits    | Inscrits             | Inscrits    | Inscrits    | 18 927       | 100,00       | 18 927      | 100,00      |
| Abstentions | Abstentions          | Abstentions | Abstentions | 10 328       | 54,57        | 9 787       | 51,71       |
| Votants     | Votants              | Votants     | Votants     | 8 599        | 45,43        | 9 140       | 48,29       |
| Blancs      | Blancs               | Blancs      | Blancs      | 270          | 3,14         | 708         | 7,75        |
| Nuls        | Nuls                 | Nuls        | Nuls        | 215          | 2,5          | 281         | 3,07        |
| Exprimés    | Exprimés             | Exprimés    | Exprimés    | 8 114        | 94,36        | 8 151       | 89,18       |

### Canton de Châtellerault-2
| Candidats            | Candidats            | Partis      | Partis      | Premier tour | Premier tour | Second tour | Second tour |
| Candidats            | Candidats            | Partis      | Partis      | Voix         | %            | Voix        | %           |
| -------------------- | -------------------- | ----------- | ----------- | ------------ | ------------ | ----------- | ----------- |
| 1                    | Valérie Dauge*       |             | UMP         | 3 642        | 39,55        | 5 798       | 63,3        |
| 1                    | Alain Pichon         |             | UMP         | 3 642        | 39,55        | 5 798       | 63,3        |
| 2                    | Éric Audebert        |             | FN          | 2 839        | 30,83        | 3 361       | 36,7        |
| 2                    | Cécile Perrot        |             | FN          | 2 839        | 30,83        | 3 361       | 36,7        |
| 3                    | Annick Aubert-Dignac |             | PCF         | 890          | 9,66         |             |             |
| 3                    | Jean-Louis Moreau    |             | PCF         | 890          | 9,66         |             |             |
| 4                    | Éliane Grellety      |             | EÉLV        | 1 838        | 19,96        |             |             |
| 4                    | Didier Pineau        |             | PS          | 1 838        | 19,96        |             |             |
|                      |                      |             |             |              |              |             |             |
| Inscrits             | Inscrits             | Inscrits    | Inscrits    | 19 935       | 100,00       | 19 934      | 100,00      |
| Abstentions          | Abstentions          | Abstentions | Abstentions | 10 223       | 51,28        | 9 714       | 48,73       |
| Votants              | Votants              | Votants     | Votants     | 9 712        | 48,72        | 10 220      | 51,27       |
| Blancs               | Blancs               | Blancs      | Blancs      | 329          | 3,39         | 722         | 7,06        |
| Nuls                 | Nuls                 | Nuls        | Nuls        | 174          | 1,79         | 339         | 3,32        |
| Exprimés             | Exprimés             | Exprimés    | Exprimés    | 9 209        | 94,82        | 9 159       | 89,62       |
| * conseiller sortant |                      |             |             |              |              |             |             |

### Canton de Châtellerault-3
| Candidats            | Candidats            | Partis      | Partis      | Premier tour | Premier tour | Second tour | Second tour |
| Candidats            | Candidats            | Partis      | Partis      | Voix         | %            | Voix        | %           |
| -------------------- | -------------------- | ----------- | ----------- | ------------ | ------------ | ----------- | ----------- |
| 1                    | Laure Brard          |             | SIEL        | 1 878        | 23,37        |             |             |
| 1                    | Ghislain Lanet       |             | FN          | 1 878        | 23,37        |             |             |
| 2                    | Jean-Pierre Abelin   |             | UDI         | 3 371        | 41,94        | 4 493       | 59,43       |
| 2                    | Pascale Moreau       |             | UMP         | 3 371        | 41,94        | 4 493       | 59,43       |
| 3                    | Cédric Mulet-Marquis |             | PG          | 831          | 10,34        |             |             |
| 3                    | Françoise Parnaudeau |             | PCF         | 831          | 10,34        |             |             |
| 4                    | Cyril Cibert         |             | PS          | 1 957        | 24,35        | 3 067       | 40,57       |
| 4                    | Béatrice Forestier*  |             | DVD         | 1 957        | 24,35        | 3 067       | 40,57       |
|                      |                      |             |             |              |              |             |             |
| Inscrits             | Inscrits             | Inscrits    | Inscrits    | 16 711       | 100,00       | 16 711      | 100,00      |
| Abstentions          | Abstentions          | Abstentions | Abstentions | 8 277        | 49,53        | 8 292       | 49,62       |
| Votants              | Votants              | Votants     | Votants     | 8 434        | 50,47        | 8 419       | 50,38       |
| Blancs               | Blancs               | Blancs      | Blancs      | 270          | 3,2          | 492         | 5,84        |
| Nuls                 | Nuls                 | Nuls        | Nuls        | 127          | 1,51         | 367         | 4,36        |
| Exprimés             | Exprimés             | Exprimés    | Exprimés    | 8 037        | 95,29        | 7 560       | 89,8        |
| * conseiller sortant |                      |             |             |              |              |             |             |

### Canton de Chauvigny
| Candidats   | Candidats             | Partis      | Partis      | Premier tour | Premier tour | Second tour | Second tour |
| Candidats   | Candidats             | Partis      | Partis      | Voix         | %            | Voix        | %           |
| ----------- | --------------------- | ----------- | ----------- | ------------ | ------------ | ----------- | ----------- |
| 1           | Christian Fouin       |             | FN          | 2 082        | 25,19        | 2 327       | 29,98       |
| 1           | Anne Quillet          |             | FN          | 2 082        | 25,19        | 2 327       | 29,98       |
| 2           | Renée Reppel          |             | PG          | 898          | 10,86        |             |             |
| 2           | Jean-Pierre Tremel    |             | FG          | 898          | 10,86        |             |             |
| 3           | Isabelle Barreau-Énon |             | UMP         | 3 723        | 45,04        | 5 434       | 70,02       |
| 3           | Alain Fouché          |             | UMP         | 3 723        | 45,04        | 5 434       | 70,02       |
| 4           | Gilles Michaud        |             | PRG         | 1 563        | 18,91        |             |             |
| 4           | Isabelle Van Brabandt |             | PRG         | 1 563        | 18,91        |             |             |
|             |                       |             |             |              |              |             |             |
| Inscrits    | Inscrits              | Inscrits    | Inscrits    | 16 348       | 100,00       | 16 344      | 100,00      |
| Abstentions | Abstentions           | Abstentions | Abstentions | 7 669        | 46,91        | 7 569       | 46,31       |
| Votants     | Votants               | Votants     | Votants     | 8 679        | 53,09        | 8 775       | 53,69       |
| Blancs      | Blancs                | Blancs      | Blancs      | 267          | 3,08         | 700         | 7,98        |
| Nuls        | Nuls                  | Nuls        | Nuls        | 146          | 1,68         | 314         | 3,58        |
| Exprimés    | Exprimés              | Exprimés    | Exprimés    | 8 266        | 95,24        | 7 761       | 88,44       |

### Canton de Civray
| Candidats            | Candidats              | Partis      | Partis      | Premier tour | Premier tour | Second tour | Second tour |
| Candidats            | Candidats              | Partis      | Partis      | Voix         | %            | Voix        | %           |
| -------------------- | ---------------------- | ----------- | ----------- | ------------ | ------------ | ----------- | ----------- |
| 1                    | Jean-Olivier Geoffroy* |             | UMP         | 3 101        | 42,65        | 4 040       | 58,66       |
| 1                    | Lydie Noirault         |             | UMP         | 3 101        | 42,65        | 4 040       | 58,66       |
| 2                    | Jeannine Juszczak      |             | FN          | 1 492        | 20,52        |             |             |
| 2                    | Francis Poyant         |             | FN          | 1 492        | 20,52        |             |             |
| 3                    | Elsa Audouard          |             | EÉLV        | 787          | 10,82        |             |             |
| 3                    | Christian Zielinski    |             | FG          | 787          | 10,82        |             |             |
| 4                    | Fabienne Benetaud      |             | PS          | 1 891        | 26,01        | 2 847       | 41,34       |
| 4                    | Jean-Marie Peigne      |             | PS          | 1 891        | 26,01        | 2 847       | 41,34       |
|                      |                        |             |             |              |              |             |             |
| Inscrits             | Inscrits               | Inscrits    | Inscrits    | 13 998       | 100,00       | 13 998      | 100,00      |
| Abstentions          | Abstentions            | Abstentions | Abstentions | 6 237        | 44,56        | 6 315       | 45,11       |
| Votants              | Votants                | Votants     | Votants     | 7 761        | 55,44        | 7 683       | 54,89       |
| Blancs               | Blancs                 | Blancs      | Blancs      | 289          | 3,72         | 451         | 5,87        |
| Nuls                 | Nuls                   | Nuls        | Nuls        | 201          | 2,59         | 345         | 4,49        |
| Exprimés             | Exprimés               | Exprimés    | Exprimés    | 7 271        | 93,69        | 6 887       | 89,64       |
| * conseiller sortant |                        |             |             |              |              |             |             |

### Canton de Jaunay-Clan
| Candidats            | Candidats          | Partis      | Partis      | Premier tour | Premier tour | Second tour | Second tour |
| Candidats            | Candidats          | Partis      | Partis      | Voix         | %            | Voix        | %           |
| -------------------- | ------------------ | ----------- | ----------- | ------------ | ------------ | ----------- | ----------- |
| 1                    | Nadia Bigre        |             | PS          | 1 566        | 20,89        |             |             |
| 1                    | Léopold Brugerolle |             | PS          | 1 566        | 20,89        |             |             |
| 2                    | Maryse Lacombe     |             | FN          | 1 904        | 25,39        | 2 077       | 29,46       |
| 2                    | Jean-Luc Rivière   |             | FN          | 1 904        | 25,39        | 2 077       | 29,46       |
| 3                    | Stéphanie Pigeau   |             | FG          | 980          | 13,07        |             |             |
| 3                    | Christophe Sicot   |             | FG          | 980          | 13,07        |             |             |
| 4                    | Francis Girault*   |             | DVD         | 3 048        | 40,65        | 4 973       | 70,54       |
| 4                    | Karine Journeau    |             | DVD         | 3 048        | 40,65        | 4 973       | 70,54       |
|                      |                    |             |             |              |              |             |             |
| Inscrits             | Inscrits           | Inscrits    | Inscrits    | 16 068       | 100,00       | 16 070      | 100,00      |
| Abstentions          | Abstentions        | Abstentions | Abstentions | 8 137        | 50,64        | 8 160       | 50,78       |
| Votants              | Votants            | Votants     | Votants     | 7 931        | 49,36        | 7 910       | 49,22       |
| Blancs               | Blancs             | Blancs      | Blancs      | 303          | 3,82         | 573         | 7,24        |
| Nuls                 | Nuls               | Nuls        | Nuls        | 130          | 1,64         | 287         | 3,63        |
| Exprimés             | Exprimés           | Exprimés    | Exprimés    | 7 498        | 94,54        | 7 050       | 89,13       |
| * conseiller sortant |                    |             |             |              |              |             |             |

### Canton de Loudun
| Candidats            | Candidats            | Partis      | Partis      | Premier tour | Premier tour |
| Candidats            | Candidats            | Partis      | Partis      | Voix         | %            |
| -------------------- | -------------------- | ----------- | ----------- | ------------ | ------------ |
| 1                    | Bruno Belin*         |             | UMP         | 5 383        | 52,57        |
| 1                    | Marie-Jeanne Bellamy |             | UMP         | 5 383        | 52,57        |
| 2                    | Pascale Herboireau   |             | FG          | 490          | 4,79         |
| 2                    | Alain Thiollet       |             | FG          | 490          | 4,79         |
| 3                    | Thierry Perreau      |             | EÉLV        | 1 477        | 14,42        |
| 3                    | Laurence Pointis     |             | PS          | 1 477        | 14,42        |
| 4                    | Aicha Houssein       |             | FN          | 2 890        | 28,22        |
| 4                    | Patrick Martinet     |             | FN          | 2 890        | 28,22        |
|                      |                      |             |             |              |              |
| Inscrits             | Inscrits             | Inscrits    | Inscrits    | 20 331       | 100,00       |
| Abstentions          | Abstentions          | Abstentions | Abstentions | 9 415        | 46,31        |
| Votants              | Votants              | Votants     | Votants     | 10 916       | 53,69        |
| Blancs               | Blancs               | Blancs      | Blancs      | 402          | 3,68         |
| Nuls                 | Nuls                 | Nuls        | Nuls        | 274          | 2,51         |
| Exprimés             | Exprimés             | Exprimés    | Exprimés    | 10 240       | 93,81        |
| * conseiller sortant |                      |             |             |              |              |

### Canton de Lusignan
| Candidats            | Candidats             | Partis      | Partis      | Premier tour | Premier tour | Second tour | Second tour |
| Candidats            | Candidats             | Partis      | Partis      | Voix         | %            | Voix        | %           |
| -------------------- | --------------------- | ----------- | ----------- | ------------ | ------------ | ----------- | ----------- |
| 1                    | Marie-France Lambert  |             | FN          | 1 768        | 24,63        |             |             |
| 1                    | Éric Perrain          |             | FN          | 1 768        | 24,63        |             |             |
| 2                    | René Gibault*         |             | PS          | 2 399        | 33,42        | 3 278       | 48,25       |
| 2                    | Sophie Mellier        |             | PS          | 2 399        | 33,42        | 3 278       | 48,25       |
| 3                    | Samuel Bougrier       |             | PCF         | 941          | 13,11        |             |             |
| 3                    | Nathalie Le Gouëzigou |             | EÉLV        | 941          | 13,11        |             |             |
| 4                    | Jean-Louis Ledeux     |             | UMP         | 2 071        | 28,85        | 3 516       | 51,75       |
| 4                    | Sybil Pécriaux        |             | UMP         | 2 071        | 28,85        | 3 516       | 51,75       |
|                      |                       |             |             |              |              |             |             |
| Inscrits             | Inscrits              | Inscrits    | Inscrits    | 14 187       | 100,00       | 14 187      | 100,00      |
| Abstentions          | Abstentions           | Abstentions | Abstentions | 6 611        | 46,6         | 6 616       | 46,63       |
| Votants              | Votants               | Votants     | Votants     | 7 576        | 53,4         | 7 571       | 53,37       |
| Blancs               | Blancs                | Blancs      | Blancs      | 272          | 3,59         | 518         | 6,84        |
| Nuls                 | Nuls                  | Nuls        | Nuls        | 125          | 1,65         | 259         | 3,42        |
| Exprimés             | Exprimés              | Exprimés    | Exprimés    | 7 179        | 94,76        | 6 794       | 89,74       |
| * conseiller sortant |                       |             |             |              |              |             |             |

### Canton de Lussac-les-Châteaux
| Candidats            | Candidats            | Partis      | Partis      | Premier tour | Premier tour | Second tour | Second tour |
| Candidats            | Candidats            | Partis      | Partis      | Voix         | %            | Voix        | %           |
| -------------------- | -------------------- | ----------- | ----------- | ------------ | ------------ | ----------- | ----------- |
| 1                    | Gisèle Jean          |             | DVG         | 2 561        | 33,73        | 3 497       | 47,39       |
| 1                    | Thierry Mesmin*      |             | PS          | 2 561        | 33,73        | 3 497       | 47,39       |
| 2                    | Elsa Bernardeau      |             | FG          | 717          | 9,44         |             |             |
| 2                    | Jean-Marc Lafoy      |             | FG          | 717          | 9,44         |             |             |
| 3                    | François Bock        |             | UMP         | 2 744        | 36,14        | 3 882       | 52,61       |
| 3                    | Marie-Renée Desroses |             | UMP         | 2 744        | 36,14        | 3 882       | 52,61       |
| 4                    | Didier Fourchaud     |             | FN          | 1 571        | 20,69        |             |             |
| 4                    | Sabine Fropos        |             | FN          | 1 571        | 20,69        |             |             |
|                      |                      |             |             |              |              |             |             |
| Inscrits             | Inscrits             | Inscrits    | Inscrits    | 14 162       | 100,00       | 14 162      | 100,00      |
| Abstentions          | Abstentions          | Abstentions | Abstentions | 6 178        | 43,62        | 6 114       | 43,17       |
| Votants              | Votants              | Votants     | Votants     | 7 984        | 56,38        | 8 048       | 56,83       |
| Blancs               | Blancs               | Blancs      | Blancs      | 243          | 3,04         | 421         | 5,23        |
| Nuls                 | Nuls                 | Nuls        | Nuls        | 148          | 1,85         | 248         | 3,08        |
| Exprimés             | Exprimés             | Exprimés    | Exprimés    | 7 593        | 95,1         | 7 379       | 91,69       |
| * conseiller sortant |                      |             |             |              |              |             |             |

### Canton de Migné-Auxances
| Candidats            | Candidats          | Partis      | Partis      | Premier tour | Premier tour | Second tour | Second tour |
| Candidats            | Candidats          | Partis      | Partis      | Voix         | %            | Voix        | %           |
| -------------------- | ------------------ | ----------- | ----------- | ------------ | ------------ | ----------- | ----------- |
| 1                    | Hélène Junqua      |             | PS          | 2 425        | 25,89        | 3 889       | 44,31       |
| 1                    | Yves Rouleau*      |             | PS          | 2 425        | 25,89        | 3 889       | 44,31       |
| 2                    | Esther Belli       |             | MoDem       | 760          | 8,11         |             |             |
| 2                    | Erwan Douroux      |             | MoDem       | 760          | 8,11         |             |             |
| 3                    | Benoît Prinçay     |             | UMP         | 2 826        | 30,17        | 4 887       | 55,69       |
| 3                    | Séverine Saint-Pé  |             | UMP         | 2 826        | 30,17        | 4 887       | 55,69       |
| 4                    | Catherine Bouchaud |             | EÉLV        | 1 166        | 12,45        |             |             |
| 4                    | Philippe Giraud    |             | PG          | 1 166        | 12,45        |             |             |
| 5                    | Marianne Ronchiato |             | FN          | 2 190        | 23,38        |             |             |
| 5                    | Alain Verdin       |             | FN          | 2 190        | 23,38        |             |             |
|                      |                    |             |             |              |              |             |             |
| Inscrits             | Inscrits           | Inscrits    | Inscrits    | 19 131       | 100,00       | 19 132      | 100,00      |
| Abstentions          | Abstentions        | Abstentions | Abstentions | 9 241        | 48,3         | 9 322       | 48,72       |
| Votants              | Votants            | Votants     | Votants     | 9 890        | 51,7         | 9 810       | 51,28       |
| Blancs               | Blancs             | Blancs      | Blancs      | 385          | 3,89         | 651         | 6,64        |
| Nuls                 | Nuls               | Nuls        | Nuls        | 138          | 1,4          | 383         | 3,9         |
| Exprimés             | Exprimés           | Exprimés    | Exprimés    | 9 367        | 94,71        | 8 776       | 89,46       |
| * conseiller sortant |                    |             |             |              |              |             |             |

### Canton de Montmorillon
| Candidats   | Candidats           | Partis      | Partis      | Premier tour | Premier tour | Second tour | Second tour |
| Candidats   | Candidats           | Partis      | Partis      | Voix         | %            | Voix        | %           |
| ----------- | ------------------- | ----------- | ----------- | ------------ | ------------ | ----------- | ----------- |
| 1           | Joël Labracherie    |             | FG          | 569          | 7,66         |             |             |
| 1           | Ghislaine Noirault  |             | EÉLV        | 569          | 7,66         |             |             |
| 2           | Jean-Marie Rousse   |             | PS          | 2 292        | 30,86        | 3 206       | 44,16       |
| 2           | Reine Marie Waszak  |             | PS          | 2 292        | 30,86        | 3 206       | 44,16       |
| 3           | Jacques Durand      |             | FN          | 1 510        | 20,33        |             |             |
| 3           | Chantal Quinqueneau |             | FN          | 1 510        | 20,33        |             |             |
| 4           | Brigitte Abaux      |             | UMP         | 3 055        | 41,14        | 4 054       | 55,84       |
| 4           | Guillaume de Russé  |             | UMP         | 3 055        | 41,14        | 4 054       | 55,84       |
|             |                     |             |             |              |              |             |             |
| Inscrits    | Inscrits            | Inscrits    | Inscrits    | 14 143       | 100,00       | 14 142      | 100,00      |
| Abstentions | Abstentions         | Abstentions | Abstentions | 6 248        | 44,18        | 6 202       | 43,86       |
| Votants     | Votants             | Votants     | Votants     | 7 895        | 55,82        | 7 940       | 56,14       |
| Blancs      | Blancs              | Blancs      | Blancs      | 242          | 3,07         | 371         | 4,67        |
| Nuls        | Nuls                | Nuls        | Nuls        | 227          | 2,88         | 309         | 3,89        |
| Exprimés    | Exprimés            | Exprimés    | Exprimés    | 7 426        | 94,06        | 7 260       | 91,44       |

### Canton de Poitiers-1
| Candidats            | Candidats               | Partis      | Partis      | Premier tour | Premier tour | Second tour | Second tour |
| Candidats            | Candidats               | Partis      | Partis      | Voix         | %            | Voix        | %           |
| -------------------- | ----------------------- | ----------- | ----------- | ------------ | ------------ | ----------- | ----------- |
| 1                    | Chantal Gachignard      |             | FN          | 1 217        | 17,62        |             |             |
| 1                    | Michel Gaston           |             | FN          | 1 217        | 17,62        |             |             |
| 2                    | Alain Gnahoui           |             | UMP         | 2 172        | 31,45        | 3 056       | 46,84       |
| 2                    | Marie-Dolorès Prost     |             | UMP         | 2 172        | 31,45        | 3 056       | 46,84       |
| 3                    | Sandrine Martin*        |             | PS          | 2 417        | 35           | 3 468       | 53,16       |
| 3                    | Étienne Royer           |             | PS          | 2 417        | 35           | 3 468       | 53,16       |
| 4                    | Sylvestre Durand        |             | PCF         | 1 100        | 15,93        |             |             |
| 4                    | Marie-Madeleine Joubert |             | EÉLV        | 1 100        | 15,93        |             |             |
|                      |                         |             |             |              |              |             |             |
| Inscrits             | Inscrits                | Inscrits    | Inscrits    | 14 950       | 100,00       | 14 950      | 100,00      |
| Abstentions          | Abstentions             | Abstentions | Abstentions | 7 649        | 51,16        | 7 695       | 51,47       |
| Votants              | Votants                 | Votants     | Votants     | 7 301        | 48,84        | 7 255       | 48,53       |
| Blancs               | Blancs                  | Blancs      | Blancs      | 262          | 3,59         | 497         | 6,85        |
| Nuls                 | Nuls                    | Nuls        | Nuls        | 133          | 1,82         | 234         | 3,23        |
| Exprimés             | Exprimés                | Exprimés    | Exprimés    | 6 906        | 94,59        | 6 524       | 89,92       |
| * conseiller sortant |                         |             |             |              |              |             |             |

### Canton de Poitiers-2
| Candidats            | Candidats           | Partis      | Partis      | Premier tour | Premier tour | Second tour | Second tour |
| Candidats            | Candidats           | Partis      | Partis      | Voix         | %            | Voix        | %           |
| -------------------- | ------------------- | ----------- | ----------- | ------------ | ------------ | ----------- | ----------- |
| 1                    | Vincent Mauger      |             | PCF         | 1 323        | 16,76        |             |             |
| 1                    | Myriam Rossignol    |             | EÉLV        | 1 323        | 16,76        |             |             |
| 2                    | Nathalie Desjardins |             | UMP         | 2 091        | 26,48        | 3 012       | 42,84       |
| 2                    | Mustapha Karki      |             | UMP         | 2 091        | 26,48        | 3 012       | 42,84       |
| 3                    | Magali Barc*        |             | PS          | 2 849        | 36,08        | 4 019       | 57,16       |
| 3                    | Ludovic Devergne    |             | PS          | 2 849        | 36,08        | 4 019       | 57,16       |
| 4                    | Arnaud Fage         |             | FN          | 1 633        | 20,68        |             |             |
| 4                    | Fanny Rion          |             | FN          | 1 633        | 20,68        |             |             |
|                      |                     |             |             |              |              |             |             |
| Inscrits             | Inscrits            | Inscrits    | Inscrits    | 17 270       | 100,00       | 17 271      | 100,00      |
| Abstentions          | Abstentions         | Abstentions | Abstentions | 8 931        | 51,71        | 9 380       | 54,31       |
| Votants              | Votants             | Votants     | Votants     | 8 339        | 48,29        | 7 891       | 45,69       |
| Blancs               | Blancs              | Blancs      | Blancs      | 292          | 3,5          | 562         | 7,12        |
| Nuls                 | Nuls                | Nuls        | Nuls        | 151          | 1,81         | 298         | 3,78        |
| Exprimés             | Exprimés            | Exprimés    | Exprimés    | 7 896        | 94,69        | 7 031       | 89,1        |
| * conseiller sortant |                     |             |             |              |              |             |             |

### Canton de Poitiers-3
| Candidats            | Candidats                   | Partis      | Partis      | Premier tour | Premier tour | Second tour | Second tour |
| Candidats            | Candidats                   | Partis      | Partis      | Voix         | %            | Voix        | %           |
| -------------------- | --------------------------- | ----------- | ----------- | ------------ | ------------ | ----------- | ----------- |
| 1                    | Stéphanie Delhumeau-Didelot |             | UMP         | 1 588        | 27,39        | 2 205       | 42,46       |
| 1                    | Sylvain Pothier-Leroux      |             | UMP         | 1 588        | 27,39        | 2 205       | 42,46       |
| 2                    | Jean-Daniel Blusseau*       |             | PS          | 2 031        | 35,04        | 2 988       | 57,54       |
| 2                    | Isabelle Soulard            |             | PS          | 2 031        | 35,04        | 2 988       | 57,54       |
| 3                    | Danielle Grimaldi           |             | FN          | 807          | 13,92        |             |             |
| 3                    | Pierre Magré                |             | FN          | 807          | 13,92        |             |             |
| 4                    | Jeannine Mazzoleni-Moyse    |             | DLF         | 157          | 2,71         |             |             |
| 4                    | Guillaume Verdier           |             | DLF         | 157          | 2,71         |             |             |
| 5                    | Christiane Fraysse          |             | EÉLV        | 1 214        | 20,94        |             |             |
| 5                    | Thomas Sahabi               |             | PG          | 1 214        | 20,94        |             |             |
|                      |                             |             |             |              |              |             |             |
| Inscrits             | Inscrits                    | Inscrits    | Inscrits    | 13 069       | 100,00       | 13 069      | 100,00      |
| Abstentions          | Abstentions                 | Abstentions | Abstentions | 7 008        | 53,62        | 7 366       | 56,36       |
| Votants              | Votants                     | Votants     | Votants     | 6 061        | 46,38        | 5 703       | 43,64       |
| Blancs               | Blancs                      | Blancs      | Blancs      | 168          | 2,77         | 334         | 5,86        |
| Nuls                 | Nuls                        | Nuls        | Nuls        | 96           | 1,58         | 176         | 3,09        |
| Exprimés             | Exprimés                    | Exprimés    | Exprimés    | 5 797        | 95,64        | 5 193       | 91,06       |
| * conseiller sortant |                             |             |             |              |              |             |             |

### Canton de Poitiers-4
| Candidats            | Candidats                | Partis      | Partis      | Premier tour | Premier tour | Second tour | Second tour |
| Candidats            | Candidats                | Partis      | Partis      | Voix         | %            | Voix        | %           |
| -------------------- | ------------------------ | ----------- | ----------- | ------------ | ------------ | ----------- | ----------- |
| 1                    | Michel Touchard*         |             | PS          | 2 037        | 42,95        | 2 729       | 63,97       |
| 1                    | Véronique Wuyts-Lepareux |             | PS          | 2 037        | 42,95        | 2 729       | 63,97       |
| 2                    | Louisette Baricault      |             | EÉLV        | 758          | 15,98        |             |             |
| 2                    | Jacques Lecoffre         |             | PCF         | 758          | 15,98        |             |             |
| 3                    | Jean-Michel Jegou        |             | FN          | 840          | 17,71        |             |             |
| 3                    | Sylvie Ripoteau          |             | FN          | 840          | 17,71        |             |             |
| 4                    | Isabelle Chedaneau       |             | UDI         | 1 108        | 23,36        | 1 537       | 36,03       |
| 4                    | Xavier Douteau           |             | UMP         | 1 108        | 23,36        | 1 537       | 36,03       |
|                      |                          |             |             |              |              |             |             |
| Inscrits             | Inscrits                 | Inscrits    | Inscrits    | 10 536       | 100,00       | 10 536      | 100,00      |
| Abstentions          | Abstentions              | Abstentions | Abstentions | 5 510        | 52,3         | 5 759       | 54,66       |
| Votants              | Votants                  | Votants     | Votants     | 5 026        | 47,7         | 4 777       | 45,34       |
| Blancs               | Blancs                   | Blancs      | Blancs      | 174          | 3,46         | 341         | 7,14        |
| Nuls                 | Nuls                     | Nuls        | Nuls        | 109          | 2,17         | 170         | 3,56        |
| Exprimés             | Exprimés                 | Exprimés    | Exprimés    | 4 743        | 94,37        | 4 266       | 89,3        |
| * conseiller sortant |                          |             |             |              |              |             |             |

### Canton de Poitiers-5
| Candidats   | Candidats           | Partis      | Partis      | Premier tour | Premier tour | Second tour | Second tour |
| Candidats   | Candidats           | Partis      | Partis      | Voix         | %            | Voix        | %           |
| ----------- | ------------------- | ----------- | ----------- | ------------ | ------------ | ----------- | ----------- |
| 1           | Dominique Clément   |             | UMP         | 2 758        | 42,03        | 3 480       | 56,88       |
| 1           | Joëlle Peltier      |             | UMP         | 2 758        | 42,03        | 3 480       | 56,88       |
| 2           | Patricia Persico    |             | PS          | 1 781        | 27,14        | 2 638       | 43,12       |
| 2           | Jean-Philippe Ruaud |             | PS          | 1 781        | 27,14        | 2 638       | 43,12       |
| 3           | Christian Michot    |             | PCF         | 998          | 15,21        |             |             |
| 3           | Claude Thibault     |             | EÉLV        | 998          | 15,21        |             |             |
| 4           | Patricia Duquerroux |             | FN          | 1 025        | 15,62        |             |             |
| 4           | Hervé Rousseaux     |             | FN          | 1 025        | 15,62        |             |             |
|             |                     |             |             |              |              |             |             |
| Inscrits    | Inscrits            | Inscrits    | Inscrits    | 14 051       | 100,00       | 14 051      | 100,00      |
| Abstentions | Abstentions         | Abstentions | Abstentions | 7 239        | 51,52        | 7 401       | 52,67       |
| Votants     | Votants             | Votants     | Votants     | 6 812        | 48,48        | 6 650       | 47,33       |
| Blancs      | Blancs              | Blancs      | Blancs      | 160          | 2,35         | 345         | 5,19        |
| Nuls        | Nuls                | Nuls        | Nuls        | 90           | 1,32         | 187         | 2,81        |
| Exprimés    | Exprimés            | Exprimés    | Exprimés    | 6 562        | 96,33        | 6 118       | 92          |

### Canton de Vivonne
| Candidats   | Candidats            | Partis      | Partis      | Premier tour | Premier tour | Second tour | Second tour |
| Candidats   | Candidats            | Partis      | Partis      | Voix         | %            | Voix        | %           |
| ----------- | -------------------- | ----------- | ----------- | ------------ | ------------ | ----------- | ----------- |
| 1           | Rémi Marchadier      |             | PS          | 2 746        | 28,78        | 4 265       | 47,47       |
| 1           | Emmanuelle Vrignault |             | PS          | 2 746        | 28,78        | 4 265       | 47,47       |
| 2           | Patrick Jean         |             | FG          | 1 314        | 13,77        |             |             |
| 2           | Pascale Roger        |             | FG          | 1 314        | 13,77        |             |             |
| 3           | Élisabeth Guillard   |             | FN          | 1 890        | 19,81        |             |             |
| 3           | Mickaël Pallac       |             | FN          | 1 890        | 19,81        |             |             |
| 4           | Gilbert Beaujaneau   |             | UMP         | 3 592        | 37,64        | 4 720       | 52,53       |
| 4           | Rose-Marie Bertaud   |             | UMP         | 3 592        | 37,64        | 4 720       | 52,53       |
|             |                      |             |             |              |              |             |             |
| Inscrits    | Inscrits             | Inscrits    | Inscrits    | 18 580       | 100,00       | 18 570      | 100,00      |
| Abstentions | Abstentions          | Abstentions | Abstentions | 8 479        | 45,64        | 8 633       | 46,49       |
| Votants     | Votants              | Votants     | Votants     | 10 101       | 54,36        | 9 937       | 53,51       |
| Blancs      | Blancs               | Blancs      | Blancs      | 390          | 3,86         | 625         | 6,29        |
| Nuls        | Nuls                 | Nuls        | Nuls        | 169          | 1,67         | 327         | 3,29        |
| Exprimés    | Exprimés             | Exprimés    | Exprimés    | 9 542        | 94,47        | 8 985       | 90,42       |

### Canton de Vouneuil-sous-Biard
| Candidats   | Candidats          | Partis      | Partis      | Premier tour | Premier tour | Second tour | Second tour |
| Candidats   | Candidats          | Partis      | Partis      | Voix         | %            | Voix        | %           |
| ----------- | ------------------ | ----------- | ----------- | ------------ | ------------ | ----------- | ----------- |
| 1           | Joël Martin        |             | FN          | 1 809        | 22,20        |             |             |
| 1           | Odile Zimmermann   |             | FN          | 1 809        | 22,20        |             |             |
| 2           | Benoît Coquelet    |             | UMP         | 3 214        | 39,44        | 4 361       | 59,27       |
| 2           | Claudie Faucher    |             | UMP         | 3 214        | 39,44        | 4 361       | 59,27       |
| 3           | Joël Michelin      |             | PS          | 2 003        | 24,58        | 2 997       | 40,73       |
| 3           | Claudette Rigollet |             | PS          | 2 003        | 24,58        | 2 997       | 40,73       |
| 4           | Vincent Defaix     |             | EÉLV        | 1 123        | 13,78        |             |             |
| 4           | Isabelle Lorcher   |             | EÉLV        | 1 123        | 13,78        |             |             |
|             |                    |             |             |              |              |             |             |
| Inscrits    | Inscrits           | Inscrits    | Inscrits    | 16 220       | 100,00       | 16 221      | 100,00      |
| Abstentions | Abstentions        | Abstentions | Abstentions | 7 574        | 46,7         | 8 031       | 49,51       |
| Votants     | Votants            | Votants     | Votants     | 8 646        | 53,3         | 8 190       | 50,49       |
| Blancs      | Blancs             | Blancs      | Blancs      | 339          | 3,92         | 518         | 6,32        |
| Nuls        | Nuls               | Nuls        | Nuls        | 158          | 1,83         | 314         | 3,83        |
| Exprimés    | Exprimés           | Exprimés    | Exprimés    | 8 149        | 94,25        | 7 358       | 89,84       |